# 李文红 (田径运动员)
李文红（1968年—），湖南人，中国女子中长跑运动员，1983年12月进入湖南田径队。她曾在中国北京举行的1990年亚洲运动会中获得女子800米金牌。